# Норалес, Пруденсио
Пруде́нсио Нора́лес (исп. Prudencio Norales; род. 20 апреля 1956) — гондурасский футболист, нападающий. Участник чемпионата мира 1982 года.

## Карьера

### Клубная
В 1980-е годы выступал за клуб «Олимпия» в футбольной лиге Гондураса.

### В сборной
В составе сборной участвовал в отборочных играх к чемпионату мира 1982 года в Испании против Коста-Рики, Сальвадора, Гватемалы и Панамы. На самом чемпионате провёл 2 матча: против хозяев турнира испанцев, а также против сборной Северной Ирландии. Обе игры закончились вничью – 1:1.